# Abakaliki
Abakaliki é a cidade capital do atual Ebonyi (estado) no sudeste da Nigéria, localizado 64 quilômetros (40 mi) sudeste de Enugu. Os habitantes são principalmente membros dos ibos. Foi a sede da província de Ogoja antes da criação do estado do Sudeste em 1967.

## Etimologia
O nome Abakaliki significa originalmente Aba Nkaleke e é o nome de uma comunidade na terra de Izzi (Nkaleke).

## Economia
Abakaliki, como no passado, é um centro de comércio agrícola que inclui produtos como inhame, mandioca, arroz e ambos óleo de palma e palm kernel, bem como noz de cola. Também é conhecida por sua mineração ou mineração local chumbo, zinco, sal e calcário. Eles hospedam muitos campos de golfe e hotéis. Os enormes incentivos e as férias fiscais oferecidas pelo governo do estado de Ebonyi a todos os principais investidores privados provocaram um aumento acentuado de novos negócios na cidade de Abakaliki. O governo promove a produção de frangos e ovos.

## História
Abakaliki was an important center for the slave trade in the 17th century. The slave trade continued in the area with Aro raids into Abakaliki and surrounding areas through the 18th century.

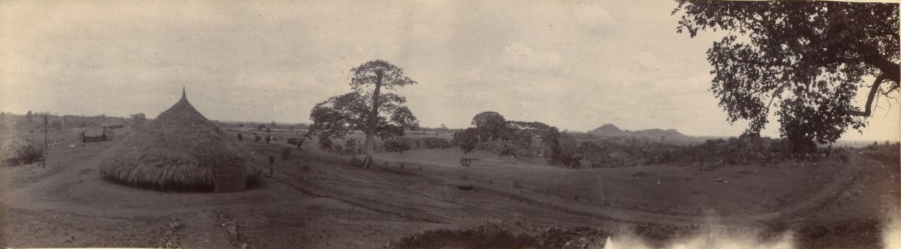
Abakaliki antiga, ca.1910

## População
Sua população em 2006 era de 79.280.

### Demografia
Abakaliki é geralmente povoado por ibos. Os ibos podem ser divididos em cinco subgrupos. Abakaliki é predominantemente povoada pelo ibo nordestino do eixo Afikpo-Abakaliki. Abakaliki também é usado para se referir a pessoas do antigo bloco político Abakaliki, incluindo Ohaukwu-Ishielu-Izzi-Ezza-Ikwo.

## Infraestrutura
Abakaliki fica no cruzamento das estradas Enugu, Afikpo e Ogoja. Abakaliki também abriga um hospital federal, que contribuiu em grande parte para a acessibilidade da prestação de serviços públicos de saúde na cidade e no estado. Houve maciços desenvolvimentos infraestruturais em andamento no centro urbano; Estes incluem a construção de estradas, centros comerciais e mercados, pontes trans-sahara (fly-over) em cruzamentos de presco e spera-in-deo, entre outros.

### Educação
O campus principal da Ebonyi State University está localizado na periferia da cidade.

## Religião
Os povos abakaliki, como outros nigerianos do sudeste, são predominantemente cristãos. Outras religiões como o tradicionalismo, o islamismo, etc. são praticadas por muitos nativos e não nativos do extremo norte do país. A Igreja Católica Romana, a Igreja Anglicana, a missão pentecostal, etc, são as religiões cristãs dominantes. Lá em 1 de março de 1973, a cidade foi feita a sede da Diocese Católica Romana de Abakaliki.[carece de fontes?]